# Garuda Indonesia
Garuda Indonesia er det nationale flyselskab fra Indonesien. Selskabet har hub og hovedkontor på Soekarno-Hatta International Airport ved Jakarta. Garuda blev etableret i 1949 og er ejet af den indonesiske stat.
I december 2009 blev det offentliggjort at Garuda Indonesia ville søge om optagelse i flyalliancen SkyTeam. Dette skete efter at de tre medlemmer af alliancen, Korean Air, KLM og Delta Air Lines, havde anbefalet og stillet hjælp til rådighed for selskabet, så en optagelse i SkyTeam kunne blive mulig. Den 23. november 2010 underskrev SkyTeam og Garuda Indonesia en aftale, der sigtede mod en endelig optagelse i midten af 2012.
Garuda Indonesia fløj i november 2011 til omkring 50 destinationer, hvor de fleste var i Asien og 3 i Australien. Amsterdam Schiphol Airport var i sommeren 2011 eneste europæiske destination. Flyflåden bestod af 90 fly med en gennemsnitsalder på 7.7 år. Heraf var der 61 eksemplarer af typen Boeing 737 i fire versioner, samt 23 af Airbus A330 i 2 versioner.
Selskabet har taget sit navn efter den hinduistiske guddom Garuda.